# Асеведо, Марио
Марио Джовани Асеведо Менсье (исп. Mario Giovany Acevedo Menzie; род. 15 февраля 1969, Пуэрто-Барриос) — гватемальский футболист, игравший на позиции нападающего. Наиболее известен по игре за «Мунисипаль» в чемпионате Гватемалы.

## Карьера

### Клубная
Большую часть карьеры Асеведо провёл за «Мунисипаль», но также выступал за «Сучитепекес», «Антигуа-Гуатемала», «Кобан Имперьяль» и мексиканский «Атлетико Юкатан». Он является вторым бомбардиром в истории чемпионата Гватемалы, забив 170 голов.
После того как он не пролил контракт в конце Клаусуры сезона 2008/09, покинул клуб и объявил о завершение карьеры футболиста. Тем не менее, в сентябре 2009 года он подписал контракт с «Эредия Хагуарес», но в апреле 2010 года он покинул клуб.

### Сборная
Дебют за национальную сборную Гватемалы состоялся в марте 1996 года в товарищеском матче против сборной Ямайки. Дважды включался в составы на Центральноамериканский кубок (2001 и 2003) и на Золотой кубок КОНКАКАФ (2002 и 2003). Всего Асеведо провёл 53 матча и забил 5 голов за сборную.